# Andreas Madsen
Andreas Madsen (Handbjerg, Dinamarca, 17 de octubre de 1881 - San Carlos de Bariloche, Argentina, 1 de septiembre de 1965) fue un explorador y escritor danés. Tras su llegada a la Argentina, en el año 1901, trabajó en la Comisión de Límites comandada por el Perito Moreno. Se establece en cercanías del cerro Fitz Roy y es allí donde escribe La Patagonia vieja, editado por primera vez en el año 1948.

## Biografía
Incorporado a la marina de su país, desempeñó distintas tareas desde su juventud recorriendo las costas europeas.
En 1901 llega a la Argentina y se incorpora a las Comisiones de Límites, dirigidas por el Perito Francisco Pascacio Moreno, cuya misión era demarcar la zona fronteriza con Chile en la Patagonia. Andreas es contratado por sus habilidades como Marino.
Luego de recorrer la zona de los lagos Buenos Aires, San Martín y Viedma se estableció en esta última hacia el año 1903. Allí, vivió una singular experiencia, al pasar a orillas del lago, cinco meses en absoluta soledad. Construyó, en aquella ocasión, su primera vivienda con maderas y cueros de guanaco. Efectuó durante años diversas tareas como capataz en estancias, cuidando tropillas, guiando yuntas de bueyes y trabajando un tiempo en los aserraderos de la Compañía Bonvalot & Cía.
Al servicio de una empresa lanera, navegó en un pequeño bote desde el lago Viedma al Atlántico, a través del río de la Leona, el lago Argentino y el río Santa Cruz, para estudiar la navegabilidad del trayecto, siendo el primero en realizarlo en solitario. 
Realizó, asimismo, un viaje con un carro de bueyes, en plena nieve, guiándose tan solo por una brújula convirtiéndose en el pionero en el camino que une actualmente la región del Viedma con la localidad de Mata Amarilla.
En 1912 regresó a Dinamarca donde contrajo matrimonio con Steffany Thomsen. Dos años más tarde, al comenzar la Primera Guerra Mundial, retorna a la Argentina y continúa trabajando en la región del Lago Viedma hasta que, debido a las presiones ejercidas por grupos de grandes terratenientes, debió desplazarse más hacia el oeste, estableciéndose a orillas del río de las Vueltas, al pie del Fitz Roy. Teniendo en cuenta los diversos trabajos desarrollados durante años por Madsen en la Patagonia, el Estado le otorga en arrendamiento unas 17.000 hectáreas al oeste del río de las Vueltas y otras 3000 al este del mismo.

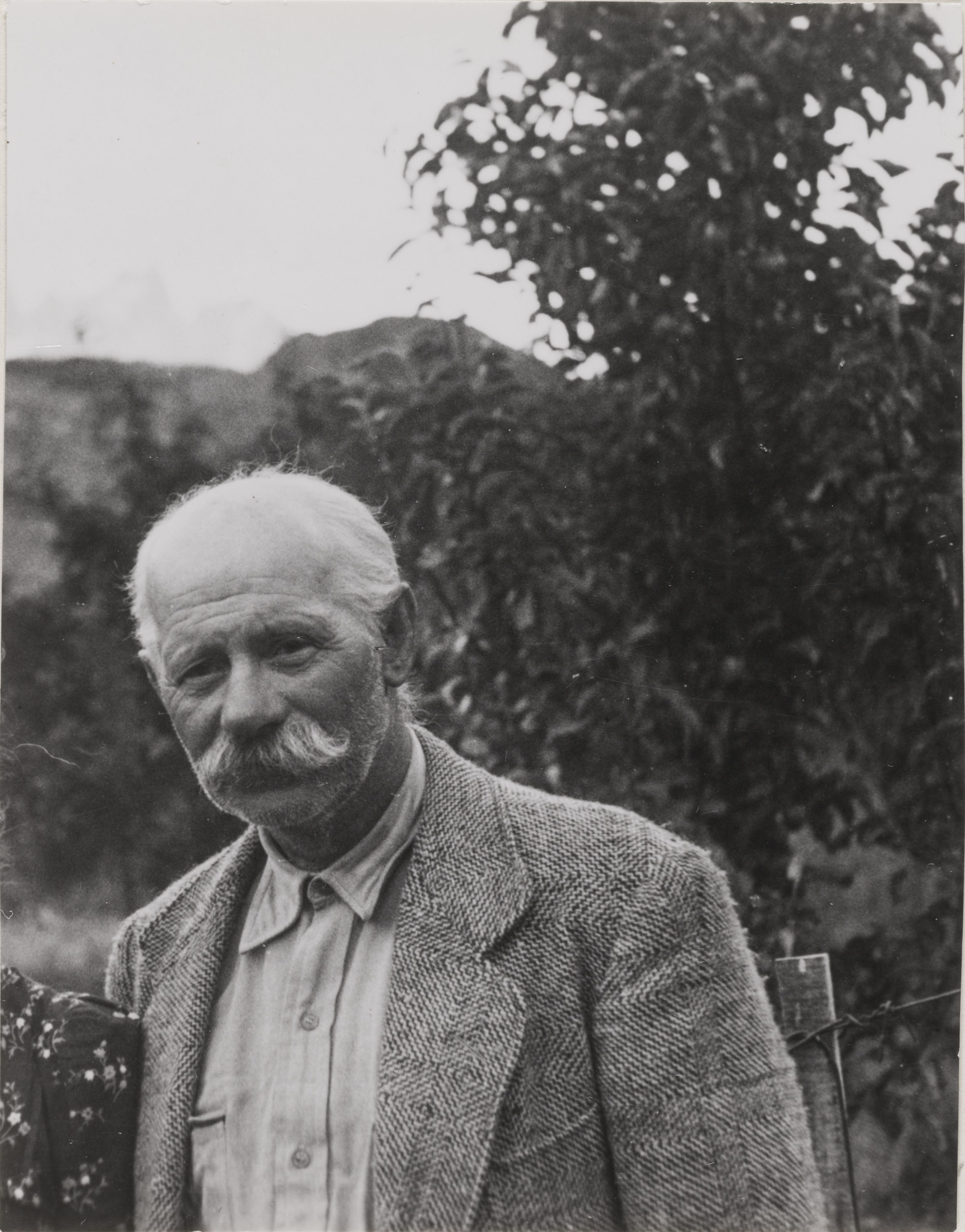
Fotografía de Andreas Madsen en marzo de 1946.

Andreas Madsen funda allí su estancia denominada Estancia Cerro Fitz Roy, ya que el macizo quedaba dentro del lote que él arrendaba al Estado Argentino.
Tuvo cuatro hijos: Peter Christian, Karl Richard, Fitz Roy y Anna Margarethe.
En el portón de entrada de su casa se leía la frase: "Pensar Alto, Sentir Hondo, Hablar Claro"
En el año 1963 se traslada a San Carlos de Bariloche ya que sus hijos Anna y Peter se encontraban en esa ciudad. Muere allí el 1 de septiembre de 1965 y luego en el año 1972 sus restos son trasladados al cementerio familiar, según fuera su voluntad, ubicado a metros de su vivienda que fuera Casco de La Estancia Cerro Fitz Roy.